# Magiczne drzewo. Tajemnica mostu
Magiczne drzewo. Tajemnica mostu – powieść napisana przez Andrzeja Maleszkę. Jest to druga książka z serii Magiczne drzewo.

## Fabuła
Filip zachorował z powodu nieostrożnego czaru Melanii. Aby go uzdrowić, Kuki, Melania oraz Wiki muszą odnaleźć Most Zapomnienia, wykonany z Magicznego Drzewa. Dzieci muszą zwyciężyć trójoką Gretę, wielkiego pająka oraz niedźwiedzia. Po swojej stronie mają wyczarowanego robota oraz kotkę Latte.